# Ambisonti

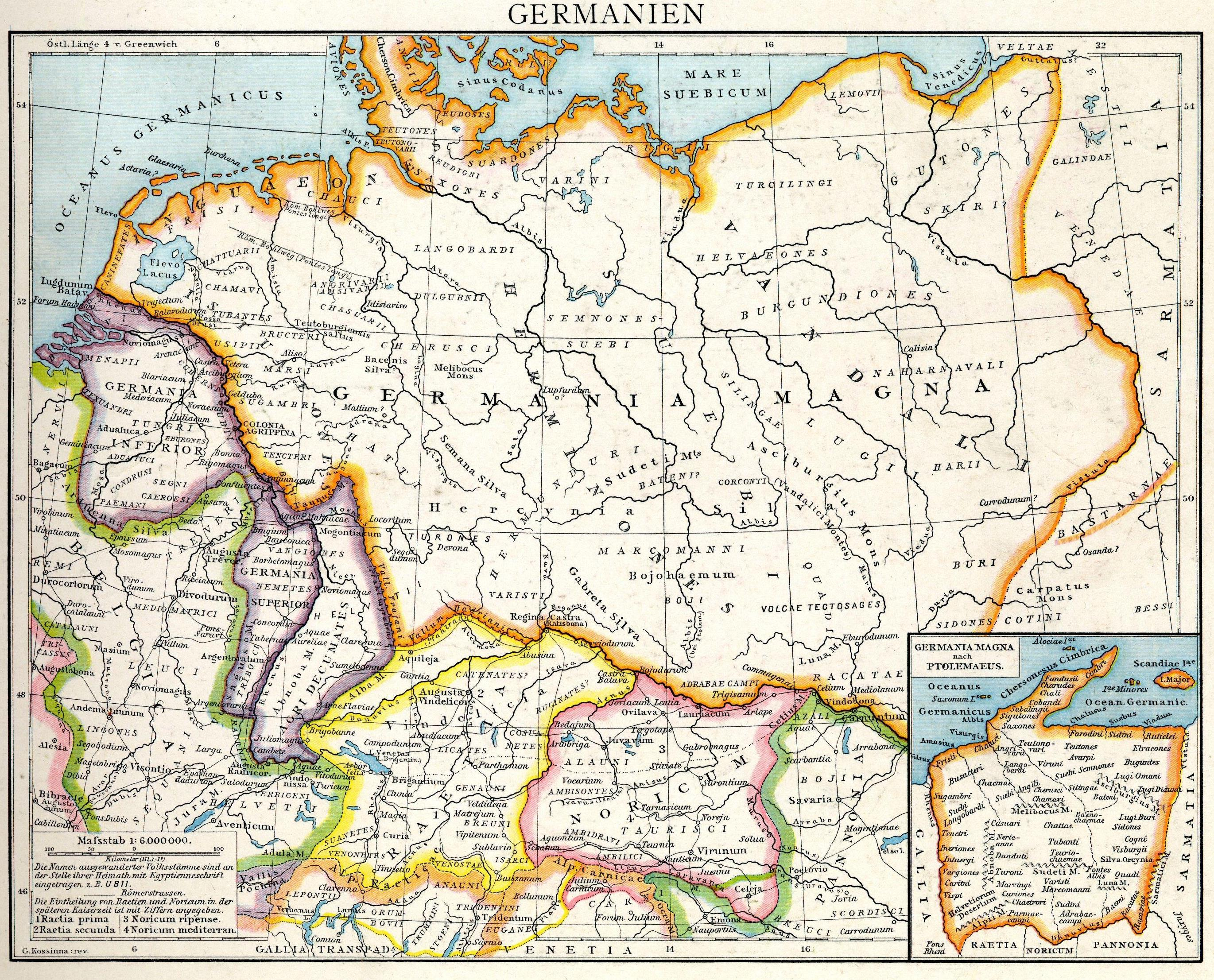
Gli Ambisonti posizionati nella parte centro-occidentale del Norico (in rosa), secondo la carta storica del 1886 disegnata da Johann Gustav Droysen.

Gli Ambisonti erano un antico popolo alpino che abitavano una zona del Norico presso il fiume Isonta, oggi Salzach, nel Salisburgo.
Essi si trovavano legati federalmente con i Taurisci, sotto un unico re che risiedeva a Noreia (oggi Magdalensberg), un oppido a 1000 m s.l.m.m.
Gli Ambisontes vennero sottomessi a Roma nel contesto delle campagne di conquista di Augusto di Rezia e arco alpino, condotte dai suoi generali Druso maggiore e Tiberio (il futuro imperatore) contro i popoli alpini tra il 16 e il 15 a.C.
Il nome degli Ambisonti è ricordato nel Trofeo delle Alpi ("Tropaeum Alpium"), monumento romano eretto nel 7-6 a.C. per celebrare la sottomissione delle popolazioni alpine e situato presso la città francese di La Turbie:
(Trofeo delle Alpi, Iscrizione frontale)

### Fonti primarie
- Trofeo delle Alpi